# Duqmaq
Duqmaq (tiếng Ả Rập: دقماق, cũng đánh vần Dukmak hoặc Doqmaq) là một ngôi làng Syria nằm trong Phân khu Ziyarah của huyện al-Suqaylabiyah ở Tỉnh Hama. Theo Cục Thống kê Trung ương Syria (CBS), Duqmaq có dân số 1.042 trong cuộc điều tra dân số năm 2004. Cư dân của nó chủ yếu là người Hồi giáo Sunni.